# Paçó
Paçó is een plaats (freguesia) in de Portugese gemeente Vinhais en telt 236 inwoners (2001).